# Хижі зуби
Хижі зуби — великі зуби хижих ссавців, пристосовані до розрізання м'яса та кісток способом, схожим з дією ножиців. У представників ряду хижих (Carnivora) хижими є останній верхній передкутній (премоляр) та перший нижній кутній (моляр).
У доісторичних креодонтів (Creodonta) хижі зуби були розташовані у пащі ще далі назад — їх функцію виконували перший верхній та другий нижній кутні зуби чи навіть другий верхній і третій нижній.
Хижі зуби — відзначна характеристика ряду хижих, тобто вона спостерігається у всіх представників цього ряду.